# Судно на сонячній енергії

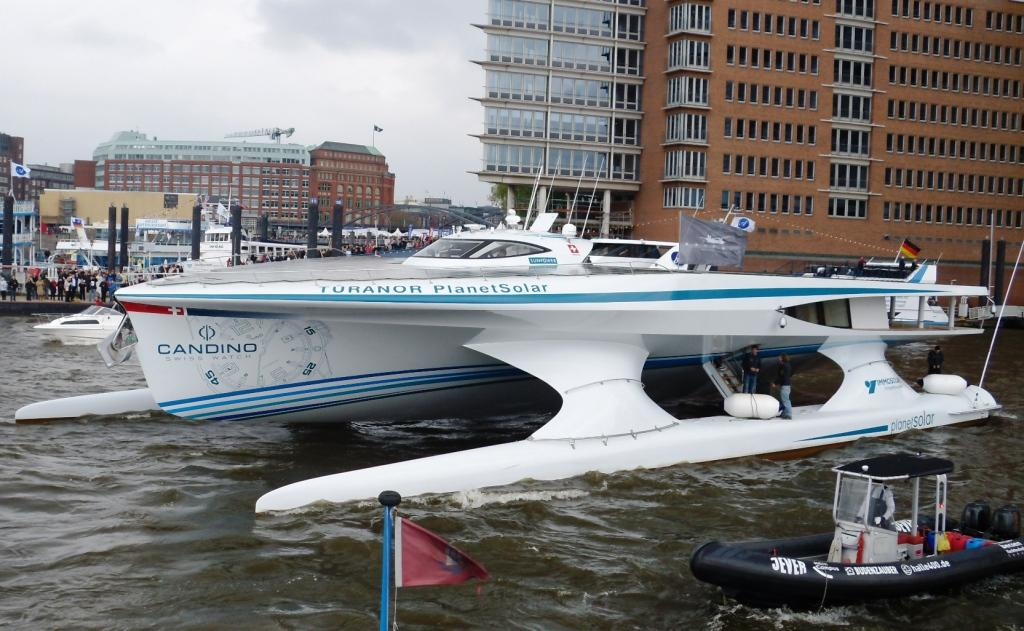
Катер на сонячній енергії «PlanetSolar»

Судно на сонячній енергії — судно з електросиловою установкою, в якому електродвигуни повністю або частково живляться за рахунок енергії, отримуваної з сонячних елементів, встановлених на верхній палубі або надбудові судна.
Надлишок електроенергії накопичується в акумуляторних батареях і може використовуватись при частковій або повній нестачі сонячної енергії.
На 2012 рік найбільшим судном, що працює виключно на сонячній енергії є катер «PlanetSolar». У 2012 році цей катер завершив навколосвітнє плавання.
Першим у світі вантажним судном, яке використовує сонячну енергію для живлення головного силового двигуна є японське судно «Auriga Leader», на якому 10% — близько 40 квт. — споживаної енергії виробляють 328 сонячних панелей.